# Дублянский, Александр Павлович
Александр Павлович Дублянский (укр. Олександр Дублянський; 14 марта 1713 — после 1784) — генеральный судья Войска Запорожского, действительный статский советник.

## Биография
Был единственным сыном в семье. Родился 14 марта 1713 года в семье стародубского полкового писаря Павла Романович Дублянского, происходившего из польской шляхты.
В 1739 году шесть месяцев принимал участие в осаде Хотина.
С 1750 года 10 лет и семь месяцев служил в счетной комиссии в канцелярии стародубского полка.
C 1759 по 1761 год Александр Дублянский был бунчуковым товарищем и вместе с Петром Миклашевским заведовал вакантным урядом стародубской полковой старшины — после смерти полковника Борсука стародубский полковничий уряд оставался вакантным два с половиной года.
В июле 1761 года гетман Разумовский писал в своем универсале:
ради ныне впредь до бытия настоящего в том полку полковника, определены от нас бунч. товарищи Александр Дублянский и Петр Миклашевский ко управлению тем Старод. полком, к присутствию в полковой старод. канцелярии, обще с имеючимись при полку в наличности полковыми старшинами…
С 23 марта 1762 по 1781 год был генеральным судьей. С 30 сентября 1781 года — действительный статский советник.
Александру Павловичу Дублянскому на ранг генерального судьи было определено село Суворово, в этом селе его посполитых дворов было 56, в них 62 хаты.
В старости жил в селе Дедов, где у него был дом о «шестнадцати покоях». Владел 378 душами в 1784 году.

## Семья
- Отец — Павел Романович Дублянский — стародубский полковой писарь.
- Мать — племянница генерального писаря Василия Леонтьевича Кочубея.
- Жена — Дарья Андреевна Гудович — сестра генерального подскарбия Василия Андреевича Гудовича.
- Дети — Фёдор, Василий, Андрей, Яков, Степан, Иван, Пелагея, Елена, Анна, Мария.